# 行吉角治
行吉 角治（ゆきよし かくじ、1890年（明治23年）6月10日 - 1945年（昭和20年）3月5日）は、大正から昭和前期の実業家、政治家。衆議院議員。

## 経歴
岡山県和気郡香登村香登西（香登町香登西、備前町を経て現備前市香登西）で、行吉百三郎の息子として生れた。行吉家は屋号「戎屋」として瓦製造を家業としていたが、百三郎はかけごとが好きなことなどから事業に失敗し、角治が3、4歳ころに岡山市に移り食べ物屋「三子屋ぜんざい」を開いた。角治は関西中学校（現関西高等学校）で学んだが、素行不良で中退した。その後、遊び人の仲間となった。
岡山で土木請負業「山崎組」を営む。1928年（昭和3年）2月の第16回衆議院議員総選挙で横山泰造の選挙運動に加わったことが契機で政治家に関心を持つようになった。1929年（昭和4年）ころ、横山事務所の谷田千吉の手引きで大阪に移り、日本建材工業所を設立して取締役社長に就任し、また談合屋として成功して財を成した。その他、善光寺登山鉄道重役、連合通信社取締役社長、行吉商事取締役社長なども務めた。
故郷の立憲政友会に選挙資金を提供することで影響力を増し、1936年（昭和11年）2月、第19回総選挙に岡山県第1区から横山泰造の後継として政友会公認で出馬して初当選。第20回総選挙でも再選され、衆議院議員に連続2期在任した。
戦時下には、埼玉県川口市で太陽鋳造 (株) を経営し、軍需工場で船舶用ブロペラを製造し、岡山市大供にも工場があった。1945年春に川口の工場で倒れて療養したが、同年3月に急性肺炎で死去した。

## 国政選挙歴
- 第19回衆議院議員総選挙（岡山県第1区、1936年2月、立憲政友会公認）当選[12]
- 第20回衆議院議員総選挙（岡山県第1区、1937年4月、立憲政友会）当選[13]
- 第21回衆議院議員総選挙（岡山県第1区、1942年4月、非推薦）落選[4][14]